# Теологический институт Церкви Ингрии

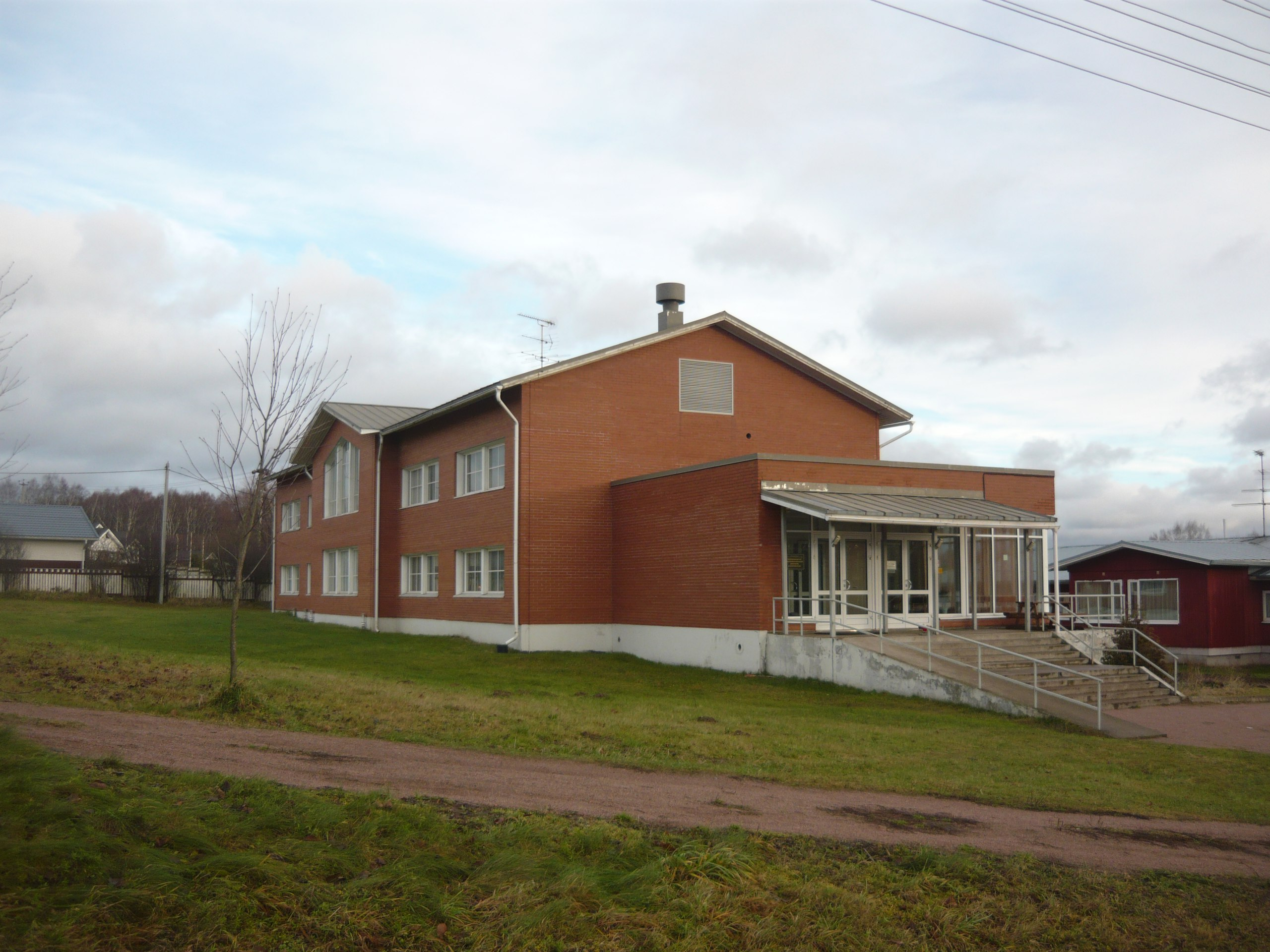
Второй учебный корпус (2003) ТИЦИ

Теологический институт Церкви Ингрии (ТИЦИ) — высшее духовное учебное заведение для подготовки священнослужителей и специалистов-мирян Евангелическо-лютеранской Церкви Ингрии. Расположен в деревне Колбино Всеволожского района Ленинградской области.

## История
В 1993 году Синод ЕЛЦИ принял решение об учреждении учебно-диаконического центра. В 1995 году принят в эксплуатацию комплекс учебных зданий. В 2001 году принято решение о преобразовании центра в институт. В 2003 году построен каменный двухэтажный учебный корпус (освящён 21 сентября). В 2005 году зарегистрирован устав и учебный центр официально стал институтом. 5 декабря 2015 года институт отметил свое 20-летие. С 2016 года действует заочное обучение. В 2020 году начато строительство третьего учебного корпуса, получившего название «Лейно» в честь первого епископа ЕЛЦИ Лейно Хассинена.[значимость факта?] В июле 2020 года Рособрнадзор приостановил действие лицензии Института на осуществление образовательной деятельности. 6 апреля 2021 года суд по иску Роскомнадзора аннулировал лицензию Института на образовательную деятельность. В 2022 году действие лицензии было восстановлено.

## Учебные программы
Обучение в ТИЦИ ведётся по 7 основным программам:
1. начальный теологический курс;
2. теологический курс (очное отделение, заочное отделение, магистратура);
3. диаконический курс;
4. курс канторов;
5. курс молодежных работников;
6. курс церковных бухгалтеров;
7. курс учителей и секретарей воскресных школ.

## Учебная библиотека
Библиотека ТИЦИ насчитывает 7,5 тыс. наименований книг (в общей сложности 14,5 тыс. единиц хранения) на русском и иных языках, изданных в XVII—XX столетиях. Библиотека оснащена компьютерной системой для ведения учёта и облегчения поиска книг. При библиотеке действуют читальный зал и аудио- и видеотека.[значимость факта?]

## Межконфессиональные и научные связи
В 2011 году Институт провел совместный семинар с СПбПДА на тему евхаристии в лютеранстве и православии. Поддерживает вуз связи и с РГПУ им. Герцена и РХГА.

## Периодическое издание
С 2012 года Институт  в сотрудничестве с «Межрегиональным центром духовно-нравственного просвещения и межрелигиозного сотрудничества» РХГА и кафедрой социологии и религиоведения РГПУ им. А.И. Герцена издает ежегодный печатный альманах «Религия. Церковь. Общество.».

## Ректоры
- В. Л. Благинин (Киннер)
- Т. Карьялайнен (до 2007)
- Ф. П. Тулынин (2007[12]—2011)
- А. М. Прилуцкий (2011—2014)
- Я. И. Бойченко (2014—2015)
- И. С. Лаптев (2015—2022)
- К. Ю. Субботин (с 2022)